# Hyacinthella campanulata
Hyacinthella campanulata là một loài thực vật có hoa trong họ Măng tây. Loài này được K.Perss. & Wendelbo mô tả khoa học đầu tiên năm 1981.